# به‌به
تیاگو مانوئل دیاس کوریا (پرتغالی: Tiago Manuel Dias Correia؛ زادهٔ ۱۲ ژوئیهٔ ۱۹۹۰) که بیشتر با لقبش به‌به شناخته می‌شود، بازیکن فوتبال اهل پرتغال است.

## دوران کودکی
به‌به در یک یتیم‌خانه بزرگ شده‌است و قسمتی از کودکی‌اش را نیز در خیابان‌ها گذرانده‌است. لقب به‌به را برادر بزرگترش به او نسبت داده که در زبان پرتغالی به معنی بچه (نوزاد) است. او پسر خانواده‌ای مهاجر از کیپ ورد «کشوری ساحلی در اقیانوس اطلس شمالی و نزدیک ساحل غربی آفریقا» است و سومین بازیکنی است که اصلیتی از این کشور دارد و برای منچستر یونایتد بازی کرده‌است. پیش از او، نانی و هنریک لارسن هم برای یونایتد بازی کرده بودند که هر دو اصلیتی از این کشور دارند.
به‌به پیش از این در پناهگاه کاسا دو جایاتو زندگی می‌کرده و در زمان اقامتش همراه با هفت نفر دیگر از پناهندگان برای بازی در تیم CAIS به مسابقات فوتبال خیابانی اروپا در سال ۲۰۰۹ دعوت می‌شوند. با اینکه او رکورد فوق‌العاده ۴۰ گل در ۶ مسابقه را در آن مسابقات بدست می‌آورند اما CAIS موفق به صعود به مرحله بعد نمی‌شود.

## سوابق
در تابستان ۲۰۰۹ به به با تیم دسته دومی استرلا آمادورا قرارداد حرفه‌ای امضا می‌کند و بعد از مدت کوتاهی به دلیل اینکه این تیم از پس پرداخت حقوق این بازیکن برنیامد، به‌به مجانی به تیم ویتوریا گیمارش می‌رود. قرار داد جدید او با این تیم ۵ ساله بوده و بند جدایی به‌به از این تیم ۹ میلیون یورو ارزش داشته‌است. با اینکه او حتی یک بازی رسمی هم برای تیم جدید خودش انجام نداد اما بازی‌های پیش فصل درخشان این بازیکن و به ثمر رساندن ۵ گل در ۶ مسابقه نگاه بعضی از باشگاه‌های بزرگ اروپایی را به این بازیکن جلب کرد.
در یازدهم اوت سال ۲۰۱۰ بعد از فقط ۵ هفته بازی برای تیم پرتغالی ستاره اقبال به به درخشید و منچستر یونایتد با مبلغ خواسته شده باشگاه پرتغالی برای این انتقال موافقت کرد. گمان می‌رود که این انتقال با مبلغی در حدود ۷٫۴ میلیون یورو صورت گرفته باشد. پیشنهاد خرید به‌به را اولین بار کارلوس کوئیروش سرمربی پرتغال و کمک مربی سابق یونایتد به سر الکس فرگوسن داده بود و فرگوسن به‌به را فقط یک روز قبل از امضای قرارداد دیده بود. در دوازدهم اگوست دیوید گیل اعلام کرد که باشگاه قصد انتقال قرضی این بازیکن را ندارد و به‌به همراه تیم اصلی بازی خواهد کرد تا هم زمینه پیشرفت او ایجاد شود و هم بتواند انگلیسی خودش را تقویت کند. مراحل انتقال وی در ۱۶ اوت بعد از تست پزشکی و گرفتن مجوز کار کامل شد و فردای آن روز به‌به به همراه خریدهای جدید یونایتد یعنی خاویر هرناندز و کریس اسمالینگ به رسانه‌ها معرفی شدند.
او اولین بار در تاریخ ۲ اکتبر ۲۰۱۰ بعنوان یار تعویضی در بازی یونایتد در مقابل ساندرلند در لیگ برتر انگلیس به میدان آمد..